# Santa Camarão
José Soares Santa (Ovar, 25 décembre 1902 — Ovar, 5 avril 1968) était un boxeur portugais qui a atteint une renommée mondiale dans les années 1930. Il était connu comme Santa Camarão qui était un surnom de la famille.

## Biographie

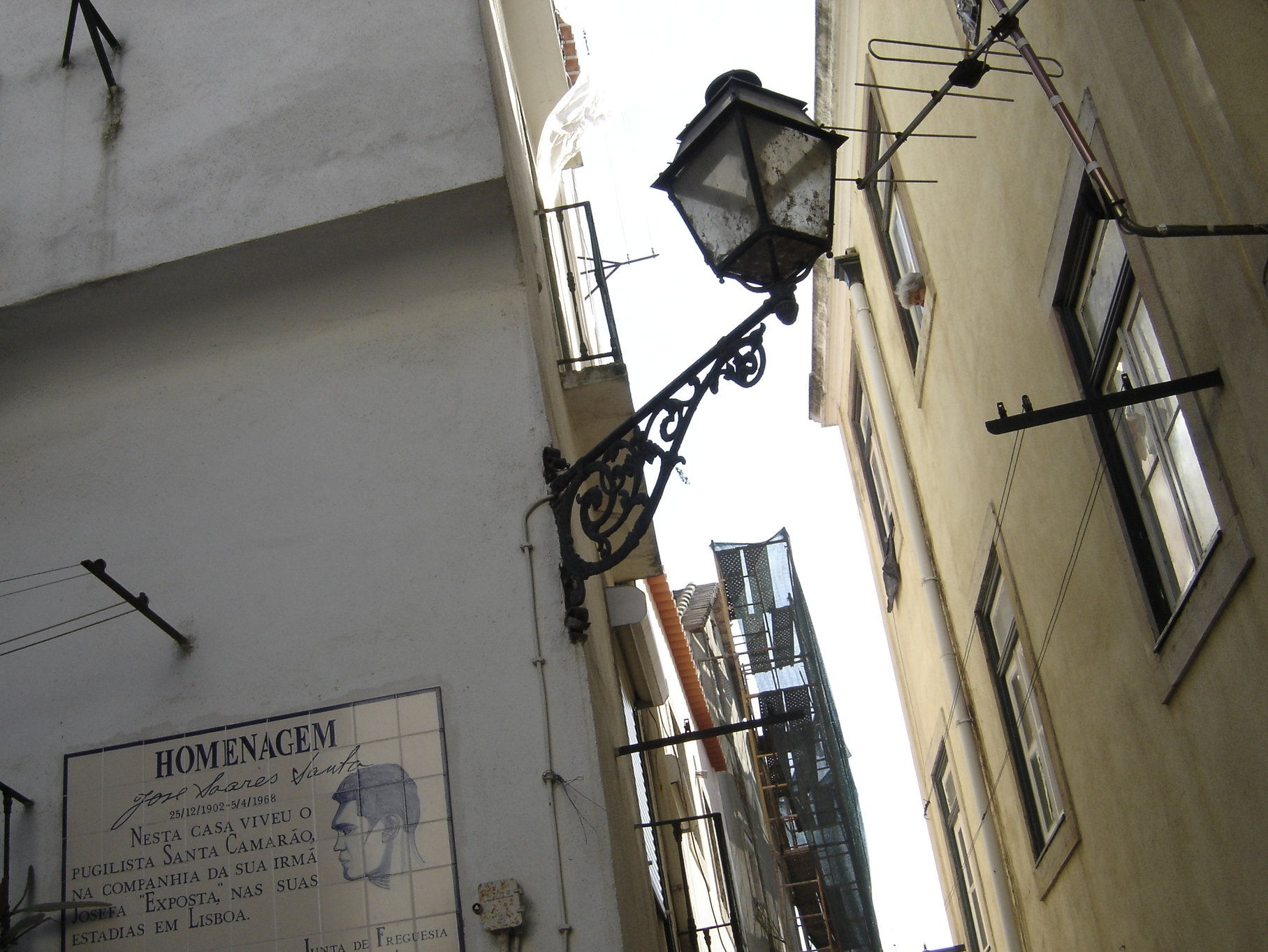
Maison où vécut Santa Camarão dans l'Alfama (Lisbonne).

Fils d'António Soares Santa et Josefa Pereira dos Santos, il mesurait 2,02 m en pesait environ 120 kg. José Santa était l'un des plus grands poids lourds de l'histoire de la boxe.
Sa carrière de boxeur a duré de 1925 et 1933. En 1929, il a perdu le titre européen face à Pierre Charles. Il a combattu dans différents pays d'Europe, d'Amérique du Nord et d'Amérique latine et a affronté des champions tels que Max Baer et Primo Carnera au Madison Square Garden.
En 1931, il a remporté 31 combats consécutifs aux États-Unis.
Santa Camarão a participé au film Liebe Im Ring (1930) dirigé par Reinhold Schünzel à Berlin. Dans ce film, où pour la première fois quelqu'un parle portugais, apparaît aussi le boxeur Max Schmeling.
En 1932, il est marié avec une luso-américaine, Mary Loreto. Santa Camarão retourne au Portugal pour y vivre à Ovar. Il meurt en 1968.
Le gouvernement portugais lui a décerné à titre posthume la Médaille des Bons Services Sportifs en 2003.

## Curiosités
- Une rue de Lisbonne porte son nom (Rua José Santa Camarão)[4].

- Un livre a également été publié : Com o Mundo nos Punhos - Elementos para uma biografia de José de Santa Camarão, écrit par Dr Luís Maçarico.

- Marcos Muge est l'auteur d'une sculpture et de divers tableaux du boxeur. La première exposition en hommage à Santa Camarão s'est déroulée du 5 au 23 avril 2004 dans le Musée de Ovar.